# توماس أرنولد (عالم)
توماس أرنولد (بالإنجليزية: Thomas Arnold)‏ (و. 1795 – 1842 م) هو مؤرخ، ومدرس، وعالم عقيدة، وأستاذ جامعي من المملكة المتحدة لبريطانيا العظمى وأيرلندا، توفي في رغبي، عن عمر يناهز 47 عاماً، بسبب ذبحة صدرية.

## مناصب
تولى منصب أستاذ ريجيس للتاريخ ‏ (1841–1842)
- مدير المدرسة، مدرسة رغبي [الإنجليزية]‏ (1828–1841).

## التعليم
تعلم في كلية جسد المسيح ‏، وكلية ونشستر ‏، وWarminster School ‏.

## روابط خارجية
- توماس أرنولد على موقع الموسوعة البريطانية (الإنجليزية)